# Chile nos Jogos Olímpicos de Verão de 1924
O Chile participou dos Jogos Olímpicos de Verão de 1924 na cidade de Paris, na França. Nessa edição dos jogos o país não teve medalhistas.